# Культура Нидерландов

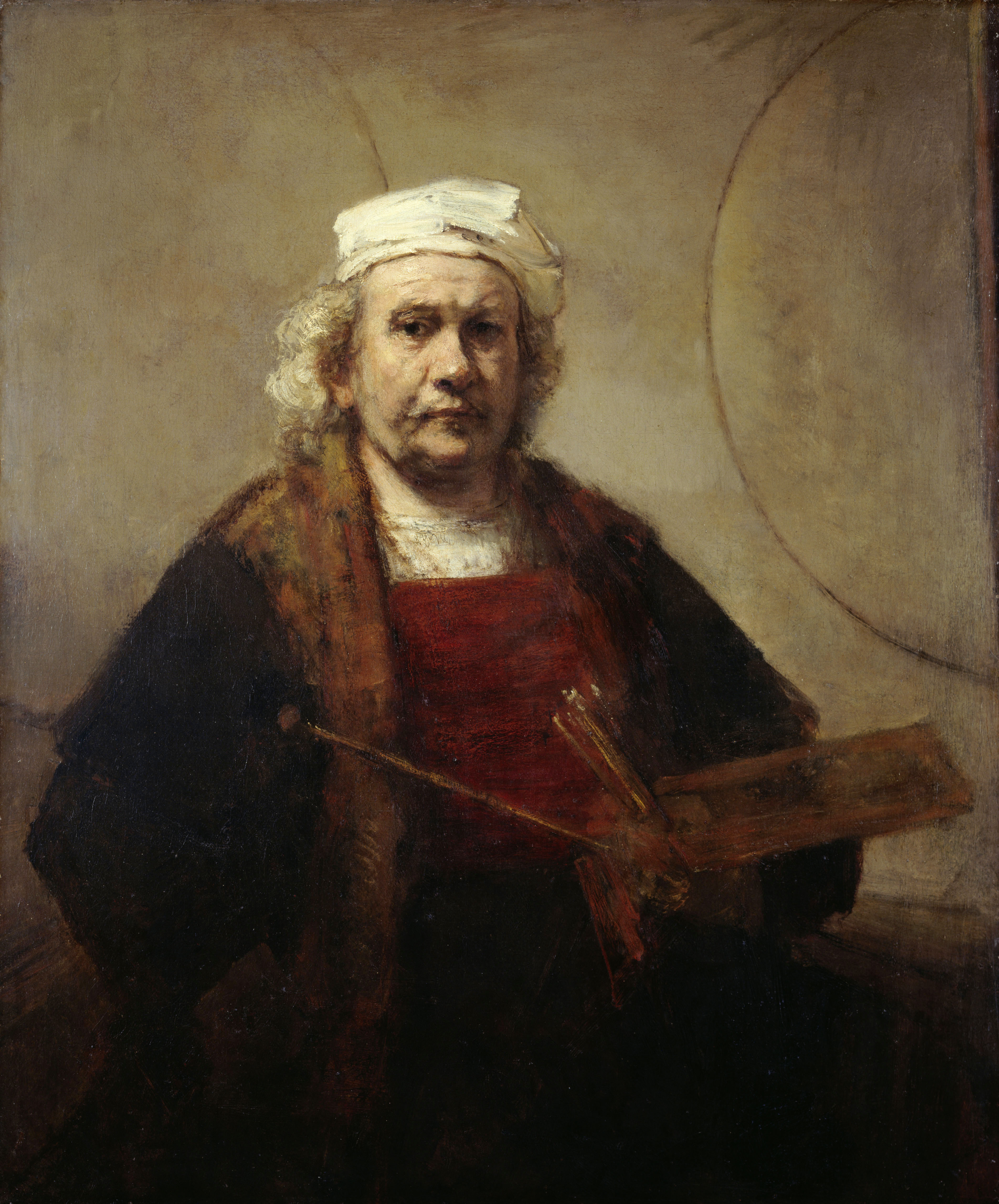
Рембрандт ван Рейн

В Нидерландах жили крупнейшие философы Эразм Роттердамский и Спиноза, и там были выполнены все основные работы Декарта. Учёный Христиан Гюйгенс открыл спутник Сатурна Титан и изобрёл маятниковые часы. С Нидерландами обычно ассоциируются ветряные мельницы, тюльпаны, деревянные башмаки и глиняная посуда из Делфта.

## Живопись и графика
В Нидерландах работали многие известные художники. В XVII веке здесь жили такие великие мастера, как Рембрандт ван Рейн, Ян Вермеер, Ян Стен и многие другие.
В XIX и XX веках прославились живописцы Винсент Ван Гог и Пит Мондриан. Художник-график Мауриц Корнелис Эшер известен как мастер оптической иллюзии. Виллем де Кунинг получил образование в Роттердаме, а впоследствии стал известным американским художником. Хан ван Меегерен скандально прославился своими подделками, принимавшимися зрителями, критиками и экспертами за картины Вермеера.
В середине XX века возникла школа «магического реализма», крупнейшими представителями которой были Карел Виллинк и Пейке Кох.

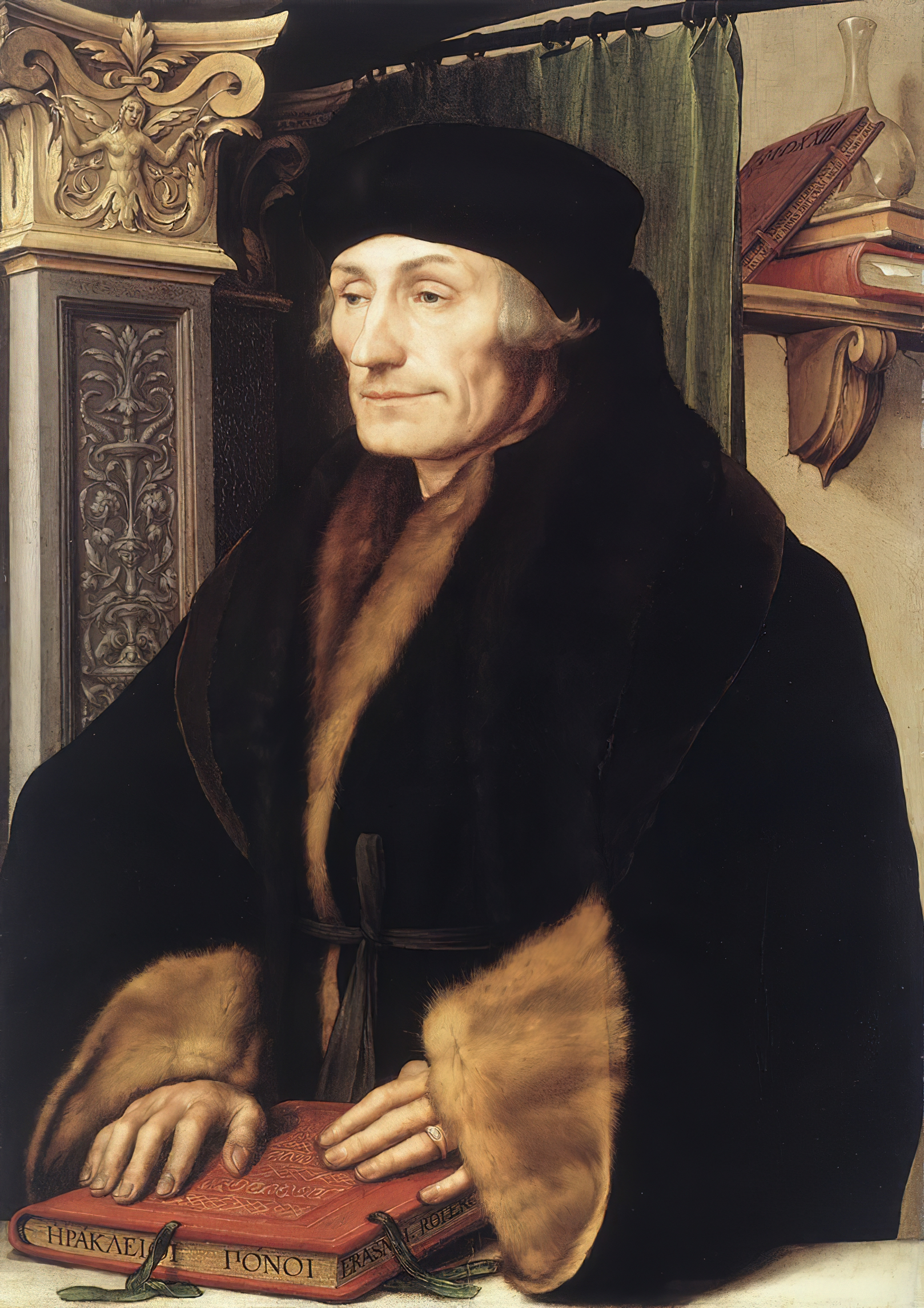
Эразм Роттердамский

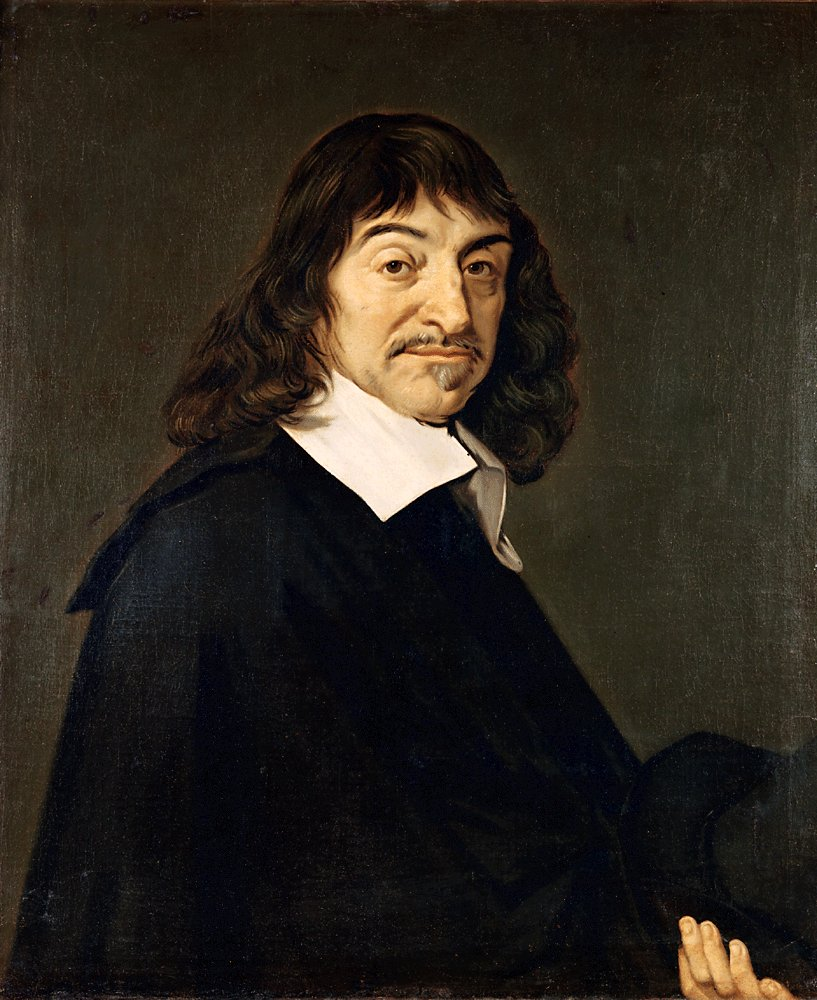
Рене Декарт